# ترس الماء
تِرْس الماء جنس من النباتات المائية العشبية في فصيلة المرزماريات ، موطنه نصف الكرة الغربي، مع من أن إحداها وُطِّن في مكان آخر ويباع كزينة للأحواض الزخرفية والموائل المائية الاصطناعية. أوراقها قلبية الشكل كبيرة الحجم تطفو على سطح الماء. أزهارها كبيرة القد فردية التجميع مستطيلة الزناد ثلاثية البتلات الصفر.